# Línea 72 (EMT Valencia)
La línea 72 Sant Isidre-Plaça del Ajuntament de la EMT de Valencia es una línea de autobús que une el barrio de San Isidro con la Plaza del Ayuntamiento.

## Recorrido
Dirección San Isidro (Sant Isidre): Ayuntamiento, Avenida del Oeste, Àngel Guimerà, Lorca, Archiduque Carlos, Camino Nuevo de Picanya, Arquitecto Segura del Lago, Campos Crespo.
Dirección Plaza Ayuntamiento (Plaça Ajuntament): Campos Crespo, José Andreu Alabarta, Camino Nuevo de Picanya, Archiduque Carlos, Ayora, San José de Calasanz, San Francisco Borja, San Vicente Mártir, Pl. Ayuntamiento. 

## Historia
Se creó en el año 1964, aprobándose en septiembre del año siguiente una ampliación en el barrio de San Isidro hasta las obras del Nuevo Cauce del Río Túria. En 1966 el recorrido iba desde la Avenida Barón de Cárcer (Avenida del Oeste) en la calle Huesca hasta la Avenida del Cid con prolongaciones a San Isidro. En 1968 se adentra más en el centro finalizando por Pascual y Genís. Cuatro años más tarde se cambia el recorrido por Archiduque Carlos en vez de hacerlo por la Avenida del Cid. En 1977 definitivamente todos los viajes ya van a San Isidro y además se empieza a prestar servicio al Polígono Vara de Quart, recorriendo hasta las calles Traginers i Fogainers, más adelante se acortaría este recorrido con un bucle Pedrapiquers, Argenters y Coeters. En 2008 ,a ciertas horas del día cambia su recorrido para dejar al personal de la EMT en las cocheras de San Isidro. El 7 de julio de 2010, debido a la remodelación en la dirección de las calles, dejando de girar a la calle Mariano Cavia y luego circular por Gremis hasta la estación de metro del barrio ahora el nuevo recorrido la sirve siguiendo recto en Arquitecto Segura hasta Campos Crespo. El 3 de octubre de 2011 deja definitivamente de entrar a Vara de Quart.

## Otros datos
| Líneas de autobuses que prestan servicio en Valencia |               |                  |
| Línea anterior:                                      | Línea actual: | Línea siguiente: |
| 71 Línea 71                                          | 72 Línea 72   | 73 Línea 73      |